# 兵役法
兵役法（へいえきほう、昭和2年4月1日法律第47号）は、帝國臣民の男子に兵役の義務を課す大日本帝國（現・日本国）の旧法律である。
明治憲法20条の実施法である。徴兵令を全部改正する形で、1927年（昭和2年）4月1日に公布され、同年12月1日に施行された。
十五年戦争（日中戦争・大東亜戦争・太平洋戦争・第二次世界大戦）終結による大日本帝國滅亡に際し、本法律が定めた徴兵制度により編成された帝國陸海軍解体のため発布されたいわゆるポツダム命令の一つである『兵役法廃止等ニ関スル件』（昭和20年勅令第634号）により、1945年（昭和20年）11月17日限りで廃止され、その2週間後の11月30日には陸・海両軍省も第一・第二両復員省と改められた。

## 概要
徴兵令（明治22年法律第1号）を全部改正し制定された。
明治憲法下における日本国の国是の一つであった富国強兵の根幹を支える法令の一つであり、第1条において、明治憲法第20条に定められた男性臣民（日本国民）の兵役義務を実施する旨が明記された。

## 総則・服役
原則として男子は兵役に服すると定め（第1条）、兵役の種類として常備兵役、後備兵役、補充兵役、国民兵役の4種類を規定し、さらに常備兵役を現役、予備役の2種類、補充兵役は第一補充兵役、第二補充兵役の2種、国民兵役は第一国民兵役、第二国民兵役の2種に分け、合計で7種類を定めた。このうち、在営（軍隊の駐屯地に居住することや艦船に乗り組むなどの軍務につくこと）義務があるのは常備兵役の現役である（第2条・第5条）
志願兵（将校を希望する者など）については兵役法の対象外とされた（第3条）。

また一定の前科がある者は兵役に服することはできないとした（第4条）が、大東亜戦争最末期には本法の特例法義勇兵役法により女性や病人、前科者でも根こそぎ徴兵された。
兵役の期間は陸軍と海軍で異なり、原則として下記のように定めた（第5条～第7条）
現役・予備役・後備兵役
陸軍　現役2年・現役終了後に予備役5年4か月・常備兵役終了後に後備兵役10年（通算17年4か月）
海軍　現役3年・現役終了後に予備役4年・常備兵役終了後に後備兵役5年（通算12年）
補充兵役
陸軍　第一補充兵役12年4か月
海軍　第一補充兵役1年間・第一補充兵役終了後に第二補充兵役11年4か月（通算12年4か月）
現役適格者のうち、現役兵又は第一補充兵に徴集されなかった者　第二補充兵役17年4か月
その他、各種の事情により兵役期間の短縮・延長がなされることを定めた（第10条～第22条）

なお、海軍の役種については別に設けられた勅令『海軍武官服役令』により定められていた。

## 徴集
兵役に就くための最初の点呼・検査である徴兵検査の対象者やその方法、判定区分等、兵役の免除等について定めた（第23条～第53条）

## 召集
予備兵役、後備兵役、補充兵役、国民兵役にある者を戦時には召集することを定め、その方法を定めた他、年1回の点呼などを定めた（第54条～第63条）

## 壮丁名簿
市町村長は毎年1月1日現在調べでその市町村に本籍を有するその年の徴兵適齢人口についてその戸籍と徴兵適齢届とを照合して壮丁名簿を作成する（兵役法施行規則83条）。
その様式は兵役法施行規則84条によって附録が定めるところによる。
1徴募区の徴兵検査が終了するたびごとに、壮丁名簿を(1) 現役兵第一補充兵要員壮丁名簿、(2) 第二補充兵壮丁名簿、(3) 徴兵延期者壮丁名簿、(4)徴兵処分者未済者壮丁名簿、(5) 徴兵免除者壮丁名簿、(6) 兵籍編入者壮丁名簿の区分によってこれをそれぞれ別に綴り、その冊尾に聯隊区（連隊区）徴兵官が署名捺印する。
その保管は、(1) および(2) は抽籤の終了までは聯隊区徴兵官が、その他の壮丁名簿は兵事官、支庁長または市長が領し、兵事官または支庁長は徴兵免除者壮丁名簿および兵役免除者壮丁名簿をその年徴兵事務終了後町村長に分配し、町村役場で保管し、徴集延期者壮丁名簿、徴兵処分者未済者壮丁名簿および兵籍編入者壮丁名簿は府県庁、支庁で保管する。
しかし、(1) 幹部候補生壮丁名簿、(2) 短期現役兵として服役すべき者の壮丁名簿、(3) 第45条によって入営を延期された者の壮丁名簿は別綴とし、幹部候補生壮丁名簿および第45条によって入営を延期された者の壮丁名簿は聯隊区指令官が領し、短期現役兵として服役すべき者の壮丁名簿は本人が短期現役兵としての徴兵検査を受けるまで兵事官、支庁長または市長が保管する（兵役法施行規則第210条）。

## その他
本法律は、施行後に立憲革命を迎えたタイ王国にもほぼそのままの形で導入され、こちらは21世紀の現在でも有効である。

また、役種については旧植民地であった朝鮮民主主義人民共和国の朝鮮人民軍でも参考にされ、2015年（主体104年／平成27年）以降の朝鮮人民軍では、昭和2年から終戦までの帝國陸軍に極めて近い形の徴兵制が男女問わず実施されている。